# 五十鈴 (軽巡洋艦)
五十鈴（いすず）は、大日本帝国海軍の軽巡洋艦。長良型の2番艦である。艦名は川の名で、三重県伊勢市（伊勢神宮内宮）を流れる五十鈴川より名づけられた。
完成時は高速軽巡洋艦として水雷戦隊の旗艦に適した優秀な艦であり、歴代艦長からは堀悌吉、山本五十六、山口多聞、松永貞市、高須四郎、原顕三郎、牧田覚三郎、津留雄三、松山茂など後に著名になった指揮官も輩出した。1944年9月14日には防空巡洋艦として改装された。

## 艦型

### 射出機実験
長良型の建造時にはいまだ射出機が実用化されておらず、搭載機は自己のエンジンによるプロペラ加速と艦の速力によって発生する合成風力によって滑走台から発艦する必要があった。海軍では5,500トン型軽巡各艦を用いてさまざまな方式の射出機の試作・実験を行なっており、五十鈴においてもその実験の経歴がある。
1929年3月、五十鈴の滑走台に萱場式艦発促進装置（カタパルト）の試作機が取り付けられ、初の射出実験に成功した。萱場式艦発促進装置はスプリングの力により加速をつける方式の射出機であった。

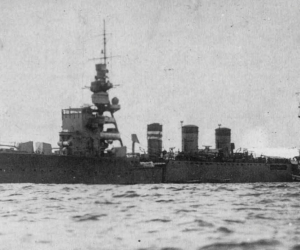
改装前の五十鈴

萱場式艦発促進装置は同年4月には五十鈴から由良に移設され、由良にて約4年間の長期実験が行われたが、火薬式射出機の実用化に伴い撤去されている。

### 戦時改装
1944年の改装では九六式25mm連装機銃2基という対空兵装から、前述のように八九式12.7cm連装高角砲3基6門、九六式25mm3連装機銃11基、単装25mm機銃5基、九三式単装13mm機銃8基と対空兵装が増備され、対空能力が飛躍的に向上した。また、電波兵器も21号電探（対空用）が艦橋上に、22号電探（対水上用）と13号電探（対空用）が後部マストに装備され（残っている写真から13号電探の装備はレイテ沖海戦には間に合わず海戦後に装備されたと考えられる）、対潜兵器も水中聴音機や爆雷投射機など新式のものが装備された。なお、低下した水上戦闘能力を補うために後部の2基の八年式連装魚雷発射管が九二式4連装魚雷発射管への転換も行われ、これにより酸素魚雷の発射能力を得た。前部の2基の発射管は撤去されてウェルデッキは廃止され、兵員室に充てられた。
最終時の兵装は以下の通り。
- 40口径八九式12.7cm連装高角砲 3基6門
- 九六式25mm3連装機銃 11基33門
- 同単装機銃 5基5門
- 九三式13mm単装機銃 8基8門
- 九二式4連装魚雷発射管 2基8門
- 水中探信儀
- 水中聴音機
- 爆雷投射機
- 爆雷投下軌条 2基
- 爆雷 90個
- 21号電探 1基
- 22号電探 1基
- 13号電探 1基

## 艦歴
1920年8月10日起工。1921年10月29日、進水。1923年6月10日、全力公試運転中に漁船と衝突事故を起こした。同年8月15日竣工。横須賀鎮守府籍。
1923年12月1日、第一艦隊第三戦隊に編入。1924年12月1日、第二艦隊第二水雷戦隊に編入。1926年12月1日、予備艦となる。1927年3月3日、第一遣外艦隊に編入。1929年11月30日、馬公要港部警備艦となる。1930年12月1日、横須賀鎮守府警備艦となる。1931年5月15日、予備艦となる。1932年12月1日、馬公要港部警備艦となる。同年12月5日、台湾沖で暴風雨により沈没した駆逐艦「早蕨」乗組員の救助活動を行う。1933年11月1日、第一艦隊第七戦隊に編入。1934年11月15日、第一艦隊第八戦隊に編入。1935年11月15日、予備艦となる。1936年12月1日、第一艦隊第一潜水戦隊に編入。
1937年（昭和12年）8月21日、五十鈴は伊1、伊2、伊3、伊4、伊5、伊6、戦艦長門、陸奥、榛名、霧島と共に多度津港を出港し、長江河口沿岸で23日まで作戦行動を行う。
1937年12月1日、第二艦隊第二潜水戦隊に編入。1938年3月1日、予備艦となる。1939年11月15日、第二艦隊第三潜水戦隊に編入。
1940年（昭和15年）10月11日、横浜港沖で行われた紀元二千六百年特別観艦式に参加。
1940年11月15日、第六艦隊第三潜水戦隊に編入。1941年9月15日、第二遣支艦隊第十五戦隊に編入。

### 太平洋戦争
太平洋戦争開戦時にはすでに旧式化しつつあったが、開戦劈頭の香港攻略戦に参加した。1942年（昭和17年）4月10日、第二南遣艦隊第十六戦隊に編入。5月、小スンダ列島戡定作戦に参加。
9月、「五十鈴」と「鬼怒」は陸軍の輸送に従事した。「五十鈴」は第二師団歩兵第十六連隊第三大隊の460名を乗せた。「五十鈴」と「鬼怒」は9月13日にバタビアから出航し、アンボン経由で9月20日にラバウルに到着。陸軍部隊の一部を降ろし、また青葉支隊司令部約80名を乗せるとショートランドへ向かった。ショートランドには9月22日に到着し、陸軍部隊を降ろした。その後「五十鈴」は前進部隊に編入となり、9月25日にトラックに到着し、第二水雷戦隊旗艦となった。

第三次ソロモン海戦の11月12日の夜戦の後の11月13日に「五十鈴」や「鳥海」、「衣笠」他の外南洋部隊主隊はガダルカナル島飛行場砲撃実施予定の支援隊（「鈴谷」、「摩耶」、「天龍」など）と共にショートランドを出撃。同日、支援隊は主隊と別れて艦砲射撃を実施し、その後両部隊は再合流した。11月14日、ショートランドへ向かう途中に6時30分から9時にかけて2度の空襲を受けて「衣笠」沈没などの被害が発生。「五十鈴」も至近弾を受けて第2、第3罐室満水、舵故障の被害を生じた。「五十鈴」は空襲を受ける中落伍したところで被害を受け、一時完全に停止したが、煙幕を出して沈没寸前に見せかける作戦が功を奏したのかそれ以上攻撃を受けなかったという。
損傷復旧以後は輸送や救援活動に従事。
1943年4月1日、第四艦隊第十四戦隊に編入。
6月10日、空母「飛鷹」が三宅島沖でアメリカ潜水艦の雷撃を受け被雷。呉から横須賀へ向かっていた「五十鈴」はその救難曳航を行った。それから「五十鈴」は横須賀でナウルへ派遣される横須賀鎮守府第二特別陸戦隊を乗せ、6月16日に第三戦隊などと共に横須賀を出発して6月21日にトラックに着いた。
敵潜水艦による被害増加に対し、戦艦「大和」や第十四戦隊などの水偵をパラオへ派遣し対潜掃蕩にあたらせる命令が6月21日に出された。「五十鈴」機は、7月6日にパラオに着いている。
1943年9月、第十七師団の南東方面派遣が決定された。まず丁二号輸送部隊による輸送が行われ、続いて第二次輸送のための丁四号輸送部隊が第十四戦隊（「那珂」、「五十鈴」）、「木曾」、「多摩」、「粟田丸」、「日枝丸」、「野分」、「舞風」、「護國丸」、「清澄丸」、「山雲」で編成された。このうち、第十四戦隊は「山雲」、「護國丸」、「清澄丸」とともに第二輸送隊となった。10月11日、第二輸送隊はトラック発。上海へと向かった。その途中、「五十鈴」は被雷した給糧艦「間宮」救援に向かっている。上海で陸軍部隊を乗せた第二輸送隊は10月28日にトラックに到着した。「五十鈴」は陸兵471名などをのせていた。輸送部隊の兵力増強により「山雲」が外れて第十七駆逐隊が編入された第二輸送隊は11月1日にトラック発。ラバウルへ向かった第二輸送隊は空襲を受けて被害を出し、「五十鈴」は航行不能となった「清澄丸」を曳航して「那珂」、「磯風」、「水無月」とともに11月4日にカビエンに着いた。カビエンでは「清澄丸」から人員物件の他艦への移動が行われ、「五十鈴」は追加で人員196名などをのせた。同日、「五十鈴」はカビエンで触雷し1番、3番14センチ砲が旋回不能となったが航行は可能であった。これはオーストラリアのカタリナ飛行艇によって敷設された磁気機雷によるもので、前部2番14センチ砲の下で爆発した。第十四戦隊は11月5日にラバウルに陸軍部隊を揚陸し、11月9日にトラックに戻った。
アメリカ軍のギルバート諸島来攻によりタラワへの増援が計画され、11月21日に第十四戦隊はトラックを発してポナペで陸軍部隊を乗せ、11月25日にクェゼリンに着いた。しかし、ギルバート奪還は困難な情勢となり、陸軍部隊の一部はミレへ送られることとなった。第十四戦隊は「雷」とともにこの輸送に従事し、12月1日にミレに到着。12月2日、クェゼリンに戻った。
12月5日、アメリカ軍機動部隊がマーシャル諸島に来襲。「五十鈴」はルオットで空襲にあい、後甲板への直撃弾、または6番14センチ砲、もしくはその右側に爆弾3発命中などで後部弾薬庫浸水、スクリュー軸3本使用不能、舵取機の主軸折損などの被害を受けた。上甲板を貫通した不発の爆弾が舵機機械の軸を折っていた、との証言もある。人的被害は戦死20名、負傷者40名であった。「五十鈴」は同じく空襲で損傷した「長良」とともに現地で工作艦「山霜丸」により応急修理を受け、その後トラックへ向かった。12月12日、トラック入港。1944年1月17日、トラック発。1月23日、横須賀着。
横須賀工廠と三菱横浜造船所で修理が行われ、同時に防空巡洋艦へと改造された。これにより、14センチ砲と航空兵装が撤去されて八九式12.7センチ連装高角砲3基が装備されたほか、魚雷発射管の九二式4連装発射管2基への変更、二一号、一三号、二二号電探や水中探信儀、水中聴音機、爆雷投射機、爆雷投下軌条装備などがなされた。

### 第三十一戦隊
1944年8月20日、「五十鈴」は対潜掃討部隊として編成された第三十一戦隊の旗艦となった。元は「名取」が旗艦にあてられる予定であったが、「名取」より電探、水測兵器が充実していたことや「名取」の戦没により「五十鈴」が旗艦になることとなった。
1944年（昭和19年）9月14日に改装を終えた五十鈴は対潜掃討に従事することなく、第一機動艦隊司令長官小沢治三郎中将指揮の第三艦隊の一員としてレイテ沖海戦に投入された。これは機動部隊の前衛を担うはずだった第二遊撃部隊（指揮官志摩清英第五艦隊司令長官）を台湾沖航空戦の残敵掃討に投入したため、機動部隊の直衛が不足したための臨時措置である。レイテ沖海戦エンガノ岬沖海戦において、敵13機（内4機は不確実）撃墜を報告している（実戦果不明）。この戦闘で、小沢機動部隊本隊は空母4隻（瑞鶴、瑞鳳、千歳、千代田）、軽巡1隻（多摩）、駆逐艦2隻（秋月、初月）を喪失した。
小沢機動部隊の残存部隊（日向〈小沢中将座乗〉、伊勢、大淀、五十鈴、若月、霜月、桑、槇、桐、杉）は27日に奄美大島に立ち寄り、ここで2隻（大淀、若月）は内地にもどらずマニラに向かった。五十鈴は10月29日に呉に帰着、修理をおこなった。まもなく第一機動艦隊および第三艦隊は解隊された。

### 多号作戦
当時、レイテ島では上陸してきた連合軍と日本軍守備隊の間で激戦がくりひろげられており（レイテ島の戦い）、日本軍はレイテ島増援輸送作戦を多号作戦と呼称して多数の水上部隊を投入していた。11月11日、多号作戦第三次輸送部隊はレイテ島オルモック湾で米軍機動部隊艦載機多数の襲撃を受けて駆逐艦朝霜を残して全滅、旗艦島風沈没時に第二水雷戦隊司令官早川幹夫少将も戦死した。
日本海軍は11月15日附で戦時編制の改定をおこない、第十戦隊を解隊して第一水雷戦隊と第二水雷戦隊を増強していたが、この事態をうけて第一水雷戦隊（第五艦隊所属）と第二水雷戦隊（第二艦隊所属）を統合。第一水雷戦隊を第二水雷戦隊に転用するかたちで、一水戦司令官木村昌福少将が第二水雷戦隊司令官に補職された。このため「第三十一戦隊ハ本月八月 対潜作戦専務部隊トシテ編成セラレ 逐次増勢セラレマシテ間モナク竹級駆逐艦十四隻、海防艦九隻、航空隊一隊トナル予定デ御座イマスガ 之ヲ第一水雷戦隊ノ補充兵力ト致シマシテ第五艦隊ニ編入 主トシテ比島叢島内ノ対潜作戦竝ニ「レイテ」方面ノ輸送護衛作戦ニ充当セシムルコトト致度ト存ジマス」（昭和19年11月14日、及川古志郎軍令部総長の奏上より）という方針で、第三十一戦隊（旗艦「五十鈴」）は第五艦隊（司令長官志摩清英中将、旗艦「足柄」）に編入された。
上記の戦時編制改定が実施される前の11月5日、豊田副武連合艦隊司令長官は第三十一戦隊（五十鈴、梅、桃、桐）にマニラ方面輸送任務を命じ、さらに松型2隻（桑、杉）と共に南西方面部隊の指揮下に入り多号作戦に従事するよう命じた（GF電令作第515号）。11月9日、第三十一戦隊は第四航空戦隊（日向、伊勢）と共に佐世保を出撃。14日、三十一戦隊は澎湖列島馬公市を出発してマニラにむかった。
11月19日、「五十鈴」はコレヒドール島沖で米潜水艦ヘイク (USS Hake, SS-256) の魚雷を艦尾に受け、舵を流されるなど大破した。駆逐艦桃の護衛によりシンガポールに避退した。
第三十一戦隊司令部は秋月型駆逐艦「霜月」に旗艦を変更し、「桃」と共にシンガポールを出撃した。だが11月25日、米潜水艦により「霜月」は撃沈され、沈没時に江戸兵太郎少将ふくめ第三十一戦隊司令部は全滅した。
新任の第三十一戦隊司令官は鶴岡信道少将。新編第三十一司令部は12月22日にマニラへ進出したが、「五十鈴」に乗艦することはなかった。
「五十鈴」はスラバヤで修理を行う。
1945年（昭和20年）2月5日、大本営海軍部は第五艦隊を解隊（同日附で第十方面艦隊〈司令長官福留繁中将〉を編制し、第五戦隊〈羽黒、足柄、大淀〉、第四航空戦隊〈日向、伊勢〉を編入）。第五艦隊所属だった第三十一戦隊を、戦時編制において連合艦隊附属とした。さらに連合艦隊は兵力部署において、第三十一戦隊を高雄警備府部隊に編入した。
第三十一戦隊司令部は2月24日に台湾高雄市を出発、28日に呉へ帰投し、松型駆逐艦「竹」を旗艦とした。
スラバヤで修理中の「五十鈴」は、2月13日に3月下旬修理完成と内地回航の指示を大本営海軍部（軍令部）にもとめた。軍令部は「五十鈴」を第十方面艦隊の任務に用いることを予定していた。3月15日、日本海軍は第三十一戦隊を第二艦隊（司令長官伊藤整一中将、旗艦「大和」）に編入し、三十一戦隊の旗艦に秋月型駆逐艦「花月」をあてた。
3月25日、「五十鈴」は第三十一戦隊からのぞかれ第十方面艦隊付属となった。

### 第十方面艦隊
1945年（昭和20年）4月1日、五十鈴の修理は完成。五十鈴は即座にティモール島をはじめとするスンダ列島所在の陸軍部隊を撤退させる「二号作戦」に投入された。4月4日に水雷艇雉、掃海艇2隻とともにスラバヤを出撃。途中米英潜水艦に狙われるも無事にティモール島クーパンに入港し第48師団の将兵を収容。4月5日夜にクーパンを離れて帰路についたが4月6日にはオーストラリア空軍の爆撃機により2回の攻撃を受ける。これに対して、付近に展開していた日本陸軍航空部隊第17錬成飛行隊の一式戦「隼」が邀撃、第一波のB-25 20機（第18・第2飛行隊）が爆撃を行うも「隼」2機が妨害し艦艇に損害は無かった。20分後、第二波攻撃にB-24 9機（第21・第24飛行隊）が来襲するも、増援2機を含む「隼」4機は爆撃を妨害しつつB-24 2機（マクドナルド大尉機・フォード中尉機）を確実撃墜（実戦果確実）。艦艇の損害は五十鈴が至近弾2発により舵が故障した他、艦首に不発の爆弾1発が命中、「隼」は1機が被弾のみで全機が帰還している。なお、撃墜され落下傘降下したB-24乗員に五十鈴は機銃掃射を行い、「隼」はのちに飛来したカタリナ1機（第112海難救助飛行隊バルマン大尉機）をさらに撃墜している。続いて潜水艦による攻撃があり第十二号掃海艇が撃沈されたが、五十鈴はスンバワ島のビマに入港、そこで第48師団将兵を降ろして第46師団将兵を乗せた。
4月7日早朝、ビマを出港した五十鈴はスンバワ島北方において米潜水艦ガビラン (USS Gabilan, SS-252) から1本、チャー(USS Charr, SS-328) から3本の魚雷を受け8時46分頃に沈没した。艦長以下450人が救助され、190人及び便乗した陸軍将兵（人数不明）が戦死した。これは、大和などが坊ノ岬沖海戦で撃沈される約半日前のことであった。結局、五十鈴が対潜掃討に従事することはなかった。五十鈴は同年6月20日を以て除籍された。

## 歴代艦長
※『艦長たちの軍艦史』150-152頁、『日本海軍史』第9巻・第10巻の「将官履歴」及び『官報』に基づく。

### 艤装員長
1. 石渡武章 大佐：1921年9月1日 - 1923年8月15日[60]

### 艦長
1. 石渡武章 大佐：1923年8月15日[60] - 1923年11月20日
2. （心得）堀悌吉 中佐：1923年11月20日 - 1923年12月1日
3. 堀悌吉 大佐：1923年12月1日 - 1924年3月6日
4. 市村久雄 大佐：1924年3月6日 - 1924年12月1日
5. 松山茂 大佐：1924年12月1日 - 1925年11月20日
6. 田村重彦 大佐：1925年11月20日 - 1926年7月1日
7. 中原市介 大佐：1926年7月1日 - 1926年12月1日
8. 津留雄三 大佐：1926年12月1日 - 1927年12月1日
9. 鎮目静 大佐：1927年12月1日 - 1928年8月20日
10. 山本五十六 大佐：1928年8月20日 - 1928年12月10日
11. 羽仁六郎 大佐：1928年12月10日 - 1929年9月26日
12. （兼）池中健一 大佐：1929年9月26日 - 1929年11月27日
13. 高須四郎 大佐：1929年11月27日 - 1930年12月1日
14. 後藤輝道 大佐：1930年12月1日 - 1931年9月14日
15. （兼）堀江六郎 大佐：1931年9月14日 - 1931年11月14日
16. 藍原有孝 大佐：1931年11月14日 - 1932年2月16日
17. （兼）真崎勝次 大佐：1932年2月16日 - 1932年6月20日
18. 山田省三 大佐：1932年6月20日 - 1932年11月15日
19. 山口実 大佐：1932年11月15日 - 1933年11月15日
20. 山田満 大佐：1933年11月15日 - 1934年11月15日
21. 牧田覚三郎 大佐：1934年11月15日 - 1935年11月15日
22. 千葉慶蔵 大佐：1935年11月15日 - 1936年1月7日
23. （兼）原顕三郎 大佐：1936年1月7日 - 1936年4月25日
24. 松永貞市 大佐：1936年4月25日 - 1936年12月1日
25. 山口多聞 大佐：1936年12月1日 - 1937年12月1日
26. 中邑元司 大佐：1937年12月1日 - 1938年11月20日
27. 橋本愛次 大佐：1938年11月20日 - 1939年11月15日[61]
28. 鶴岡信道 大佐：1939年11月15日 - 1941年9月1日
29. 浦孝一 大佐：1941年9月1日 -
30. 篠田清彦 大佐：1943年1月30日 - 1944年6月20日
31. 松田源吾 大佐：1944年6月20日 -